# إيفانا كابيتانوفيتش
إيفانا كابيتانوفيتش مواليد 17 سبتمبر 1994 في سبليت، هي لاعبة كرة يد كرواتية تلعب كحارس مرمى. مثلت منتخب كرواتيا لكرة اليد للسيدات. حققت المركز الثالث في ألعاب البحر الأبيض المتوسط 2013.

## الإنجازات
- الدوري الكرواتي لكرة اليد للسيدات:
  - الفوز: 2010، 2011، 2012، 2013، 2015، 2016
- كأس كرواتيا:
  - الفوز: 2010، 2011,2012، 2013، 2015، 2016

## روابط خارجية
- إيفانا كابيتانوفيتش على موقع الاتحاد الأوروبي لكرة اليد (الإنجليزية)